# Eric Spence
Eric Spence, född 18 april 1961, är en friidrottare från Kanada. Han deltog vid olympiska sommarspelen 1984.